# Hennezel
Hennezel [ɛnzɛl] (1801 noch mit der Schreibweise Hennezell) ist eine französische Gemeinde mit 387 Einwohnern (Stand: 1. Januar 2022) im Département Vosges in der Region Grand Est. Sie gehört zum Arrondissement Neufchâteau und zum Gemeindeverband Les Vosges côté Sud-Ouest. Die Bewohner werden Hennezelois und Hennezeloises genannt.

## Geografie

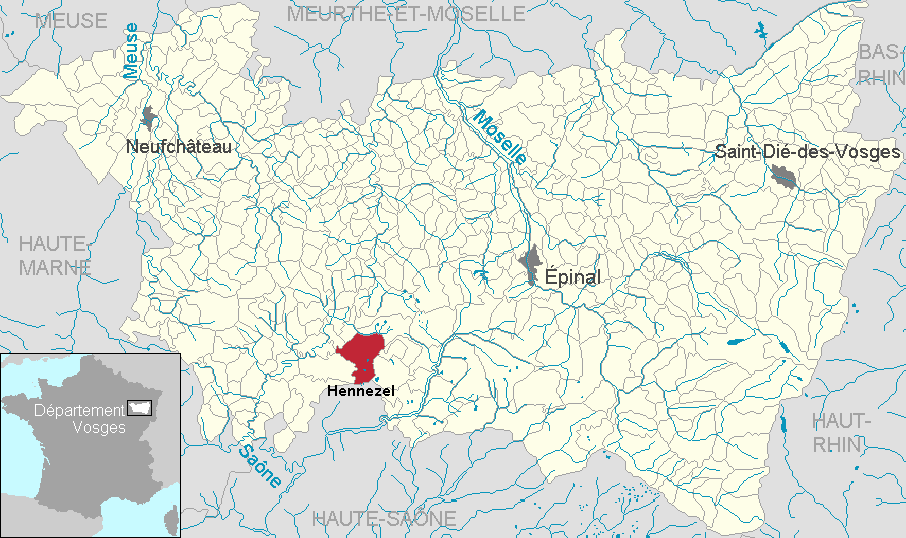
Lage der Gemeinde Hennezel im Département Vosges

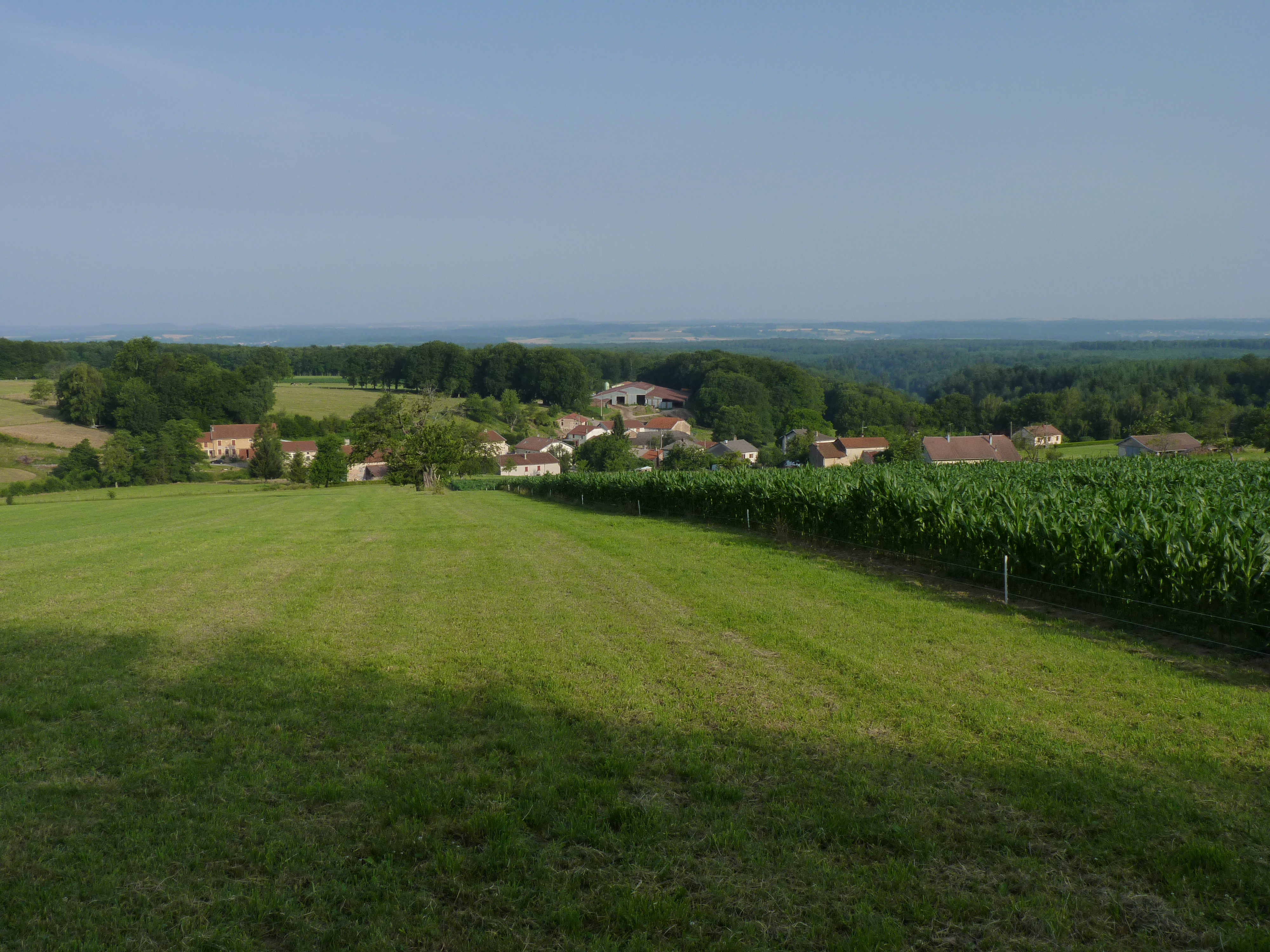
Die Vôge bei La Frizon in der Gemeinde Hennezel

Die Gemeinde Hennezel befindet sich auf einer durchschnittlichen Höhe von etwa 370 m, etwa 30 Kilometer südwestlich von Épinal und 21 Kilometer südöstlich von Vittel im äußersten Süden der historischen Region Lothringen an der Grenze zur Region Bourgogne-Franche-Comté.
Das 32,13 km² große Gemeindegebiet liegt auf dem Plateau der Vôge im Einzugsgebiet der oberen Saône. Auf dem Plateau entspringt der Saône-Nebenfluss Ourche sowie die in ihn mündenden Bäche Ruisseau des Orgoneaux, Ruisseau de Thiètry und Ruisseau de la Gorge du Loup. Kurz nach ihrer Quelle in Vioménil bildet die Saône die nördliche Gemeindegrenze von Hennezel.
Der weitaus größte Teil des Gemeindeareales gehört zum Forêt Domaniale de Darney, einem der größten zusammenhängenden Mischwaldgebiete im Département. Landwirtschaftliche Nutzflächen finden sich nur um den Kernort sowie um die Weiler und Bauernhöfe der Rodungsinseln. Zu Hennezel gehören die Weiler Clairey, Clairfontaine, La Frison, La Grange au Bois, La Grange Bresson, La Hutte, La Planchotte, Le Torchon und Thiétry.
Nachbargemeinden von Hennezel sind Vioménil, La Haye und Grandrupt-de-Bains im Nordosten, Gruey-lès-Surance im Osten, Ambiévillers im Süden, Passavant-la-Rochère im Südwesten, Claudon und Attigny im Westen sowie Darney und Belrupt im Nordwesten.

## Geschichte
Der Ortsname geht auf den Namen einer Glashütte zurück, von denen es in den Wäldern um Darney zahlreiche gab. 1751 gehörte Hennezel zur Vogtei Darney.
1724 wurde im heutigen Ortsteil La Hutte im Tal der Ourche am Standort einer aufgegebenen Papiermühle eine Metall-Manufaktur gegründet. Aus ihr wurde später die Königliche Manufaktur La Hutte, in der Schneid- und Hiebwerkzeuge wie Scheren, Beile und Äxte hergestellt wurden. Die Manufaktur wurde 1940 geschlossen. Das Gebäude der ehemaligen Schleiferei, das auch als Lager diente, ist heute noch erhalten.

### Bevölkerungsentwicklung
| Jahr      | 1962 | 1968 | 1975 | 1982 | 1990 | 1999 | 2010 | 2021 |
| Einwohner | 462  | 515  | 465  | 432  | 451  | 433  | 424  | 387  |

Im Jahr 1866 wurde mit 1811 Bewohnern die bisher höchste Einwohnerzahl ermittelt. Die Zahlen basieren auf den Daten von cassini.ehess und INSEE.

## Sehenswürdigkeiten
- Kirche Saint-Stanislas (St. Stanislaus)
- Glasmuseum im Ortsteil Clairey
- Arboretum de la Hutte mit seltenen Baumarten wie Zypressen, Eiben, Douglasien, Japanische Zedern, Tulpenbaum und Mammutbaum
- Gefallenendenkmal

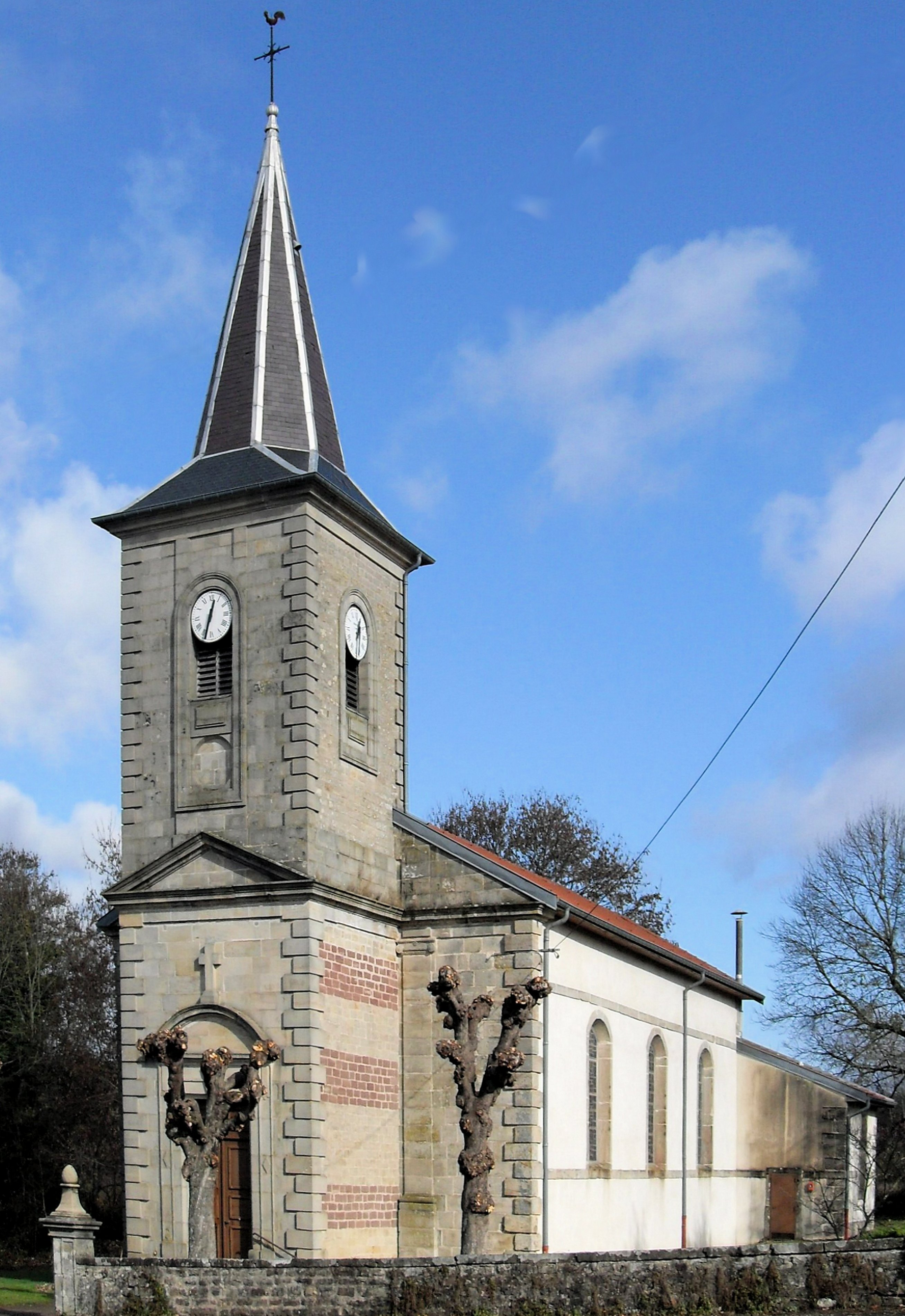
Kirche Saint-Stanislas
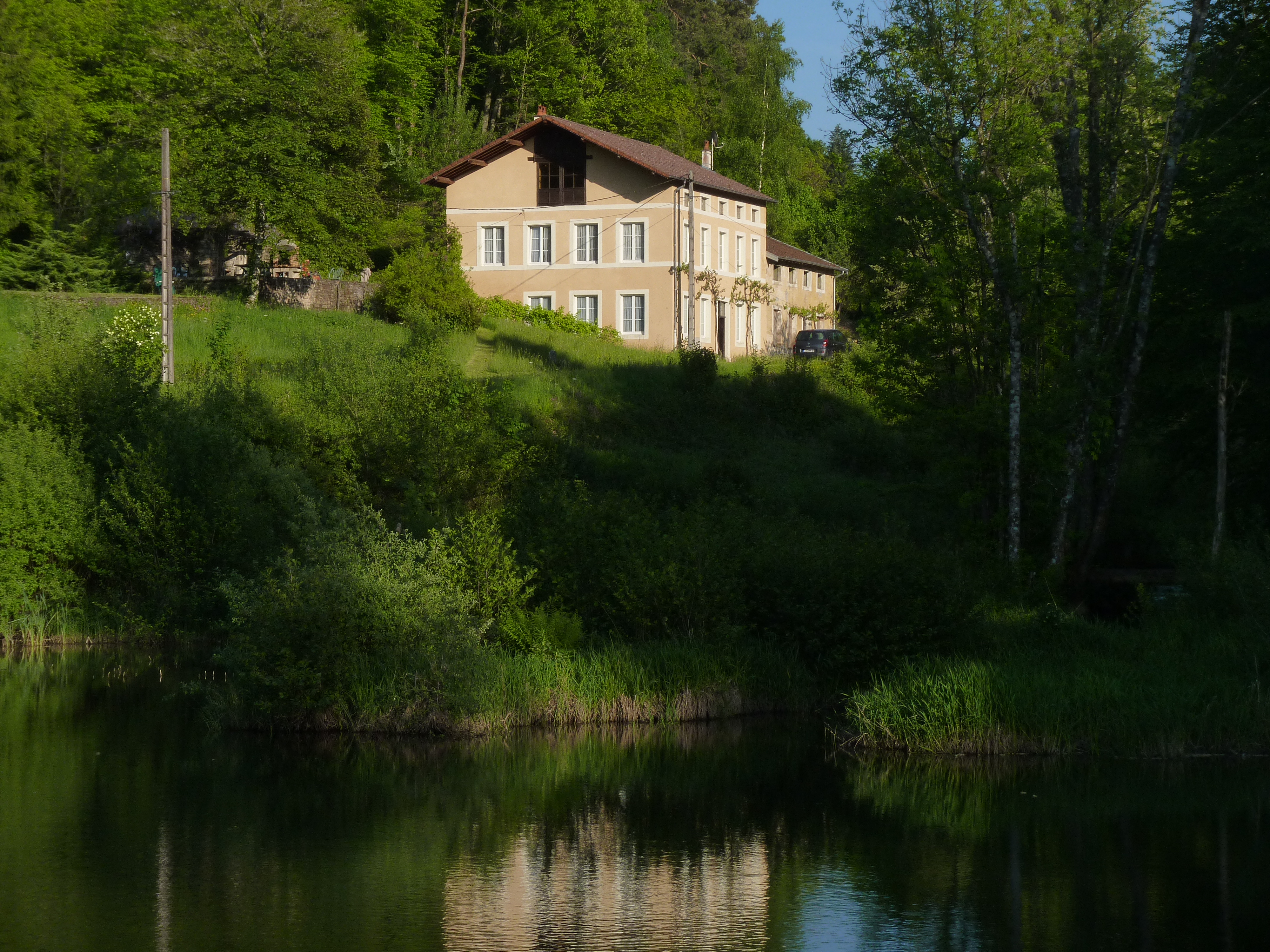
Gebäude der ehemaligen Schleiferei der Königlichen Manufaktur La Hutte
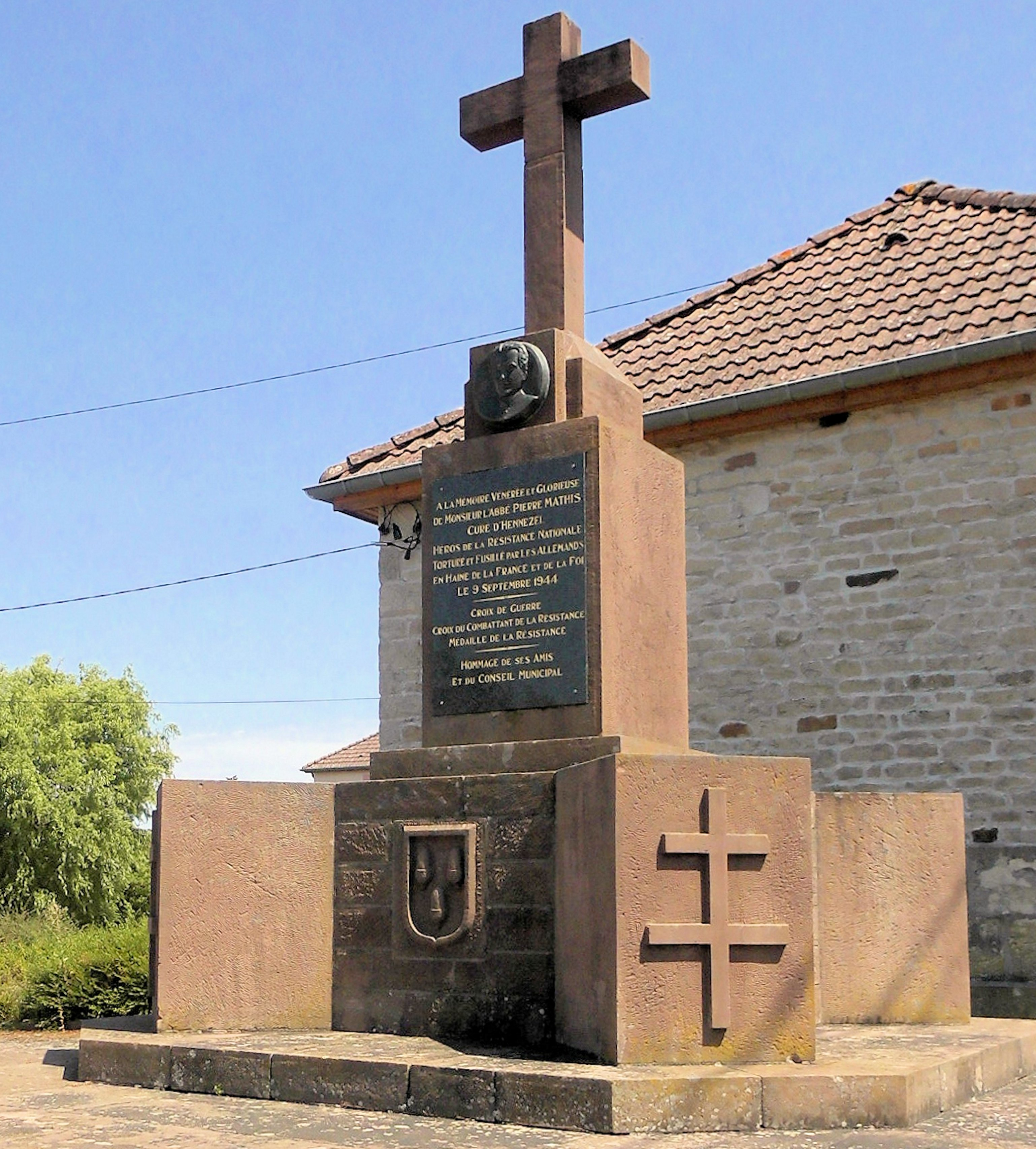
Gefallenendenkmal

## Wirtschaft und Infrastruktur
In der Gemeinde sind sechs Landwirtschaftsbetriebe ansässig (Obstanbau, Milchwirtschaft, Zucht von Pferden, Rindern, Schafen und Ziegen).
Die Fernstraße D 164 von Neufchâteau über Contrexéville, Darney und Bains-les-Bains nach Saint-Loup-sur-Semouse führt als Hauptstraße durch die Gemeinde. Die nächsten Bahnhöfe befinden sich in Bains-les-Bains und Contrexéville.

## Persönlichkeiten
- Christian Érard (1939–2023), französischer Ökologe und Ornithologe, geboren in Hennezel

## Belege
1. ↑  Ortsname auf cassini.ehess.fr
2. ↑   Hennezel auf vosges-archives.com (Memento vom 4. März 2016 im Internet Archive) (PDF-Datei, französisch; 65 kB)
3. ↑  Hennezel auf cassini.ehess
4. ↑  Hennezel auf INSEE
5. ↑  Landwirtschaftsbetriebe auf annuaire-mairie.fr (französisch)